# Berthold U. Wigger
Berthold U. Wigger (* 4. Juli 1966 in Heek, Westfalen) ist ein deutscher Wirtschaftswissenschaftler. Er ist ordentlicher Professor für Volkswirtschaftslehre und hat den Lehrstuhl für Finanzwissenschaft und Public Management am Karlsruher Institut für Technologie inne.

## Leben
Wigger schloss seine Schulbildung 1985 am Alexander-Hegius-Gymnasium in Ahaus mit dem Abitur ab. Von 1987 bis 1989 belegte er an der Universität Göttingen ein Romanistikstudium. Gleichzeitig nahm er auch ein Studium der Volkswirtschaftslehre auf, das er 1992 beendete. Anschließend erhielt er an der Universität Göttingen eine Anstellung als Wissenschaftlicher Mitarbeiter. Wigger promovierte dort 1994 mit einer wachstumstheoretischen Arbeit über Humankapitalakkumulation, Faktorstruktur und Wirtschaftswachstum. Zwischen 1994 und 1999 war er Wissenschaftlicher Assistent an den Universitäten Halle-Wittenberg und Mannheim. An letzterer studierte Wigger zwischen 1995 und 1999 zusätzlich Mathematik.
Er habilitierte sich 2000 bei Robert von Weizsäcker an der Universität Mannheim mit einer Arbeit zur Reform der Rentenversicherung „Economic Perspectives on Social Insurance“. Danach war er bis 2001 Dozent an der Universität Mannheim. Nach einer Lehrstuhlvertretung für Nationalökonomie an der Universität des Saarlandes wechselte er 2002 an die Universität Erlangen-Nürnberg und übernahm den Lehrstuhl für Volkswirtschaftslehre, insbesondere Finanzwissenschaft. Im Jahr 2007 wurde er in den Wissenschaftlichen Beirat beim Bundesministerium der Finanzen aufgenommen. Seit 2009 ist er Inhaber des Lehrstuhl für Finanzwissenschaft und Public Management am Karlsruher Institut für Technologie. Seit 2012 ist er Mitglied des wissenschaftlichen Beirats der Stiftung Marktwirtschaft.
Längere Forschungsaufenthalte verbrachte Wigger u. a. an der University of Southern California, der Università di Salerno, der University of California, Berkeley, dem Internationalen Währungsfonds und der Queensland University of Technology in Brisbane.
Wigger ist Experte für öffentliche Finanzen und befasst sich mit Fragen der Finanzierung kollektiver Aufgaben, beispielsweise Bildung und öffentliche Infrastruktur.
Er ist Autor des Romans "Das Messingschild".